# NGC 6801
NGC 6801 è una galassia a spirale (SAcd) situata prospetticamente nella costellazione del Cigno alla distanza di oltre 180 milioni di anni luce dalla Terra.
In questa galassia sono state individuate due esplosioni di supernova denominate SN 2011df (di supernova tipo Ia) e SN 2015af (di supernova tipo II).